# Ars Christiana
Ars Christiana – polskie stowarzyszenie artystyczne o charakterze katolickim, zrzeszające twórców w dziedzinie sztuk plastycznych. Działało w latach 1936–1939.

## Historia i profil
Stowarzyszenie powstało w 1936 i od razu przystąpiło do powołanego w tym samym roku Bloku Zawodowych Artystów Plastyków (BZAP). Jego prezesem został Włodzimierz Bartoszewicz – członek i lider grupy artystycznej „Szkoła Warszawska”.

Włodzimierz Bartoszewicz: Celem stowarzyszenia ma być praca nad podniesieniem poziomu sztuki kościelnej i znalezieniem, odpowiadającego dzisiejszym wymaganiom artystycznym, polskiego jej wyrazu.

Chodziło o prowadzoną w porozumieniu z władzami kościelnymi walkę z tandetą artystyczną – szczególnie religijną, „podniesienie kultury plastycznej narodu” i zwiększenie zainteresowania artystów pracą nad sztuką sakralną.
Od początku istnienia stowarzyszenia należeli do niego Stefan Dauksza i Kazimierz Pręczkowski, członkowie BZAP. Po dwóch latach działalności grupa liczyła ponad dwudziestu członków. Byli to głównie absolwenci warszawskiej Akademii Sztuk Pięknych zajmujący się malarstwem tematycznym i sztuką użytkową i zainteresowani pracą na zamówienie Kościoła. Działalność stowarzyszenia zakończył w 1939 wybuch II wojny światowej.